# Thordisa bimaculata
Thordisa bimaculata is een slakkensoort uit de familie van de Discodorididae. De wetenschappelijke naam van de soort is voor het eerst geldig gepubliceerd in 1966 door Lance.